# ویند

سیب، فراوانترین میوه در روستای ویند

خرابه‌های باقی‌مانده از زلزله سال ۱۳۷۵ در روستای ویند

غارهای تاریخی ساخته شده به دست انسان در روستای ویند

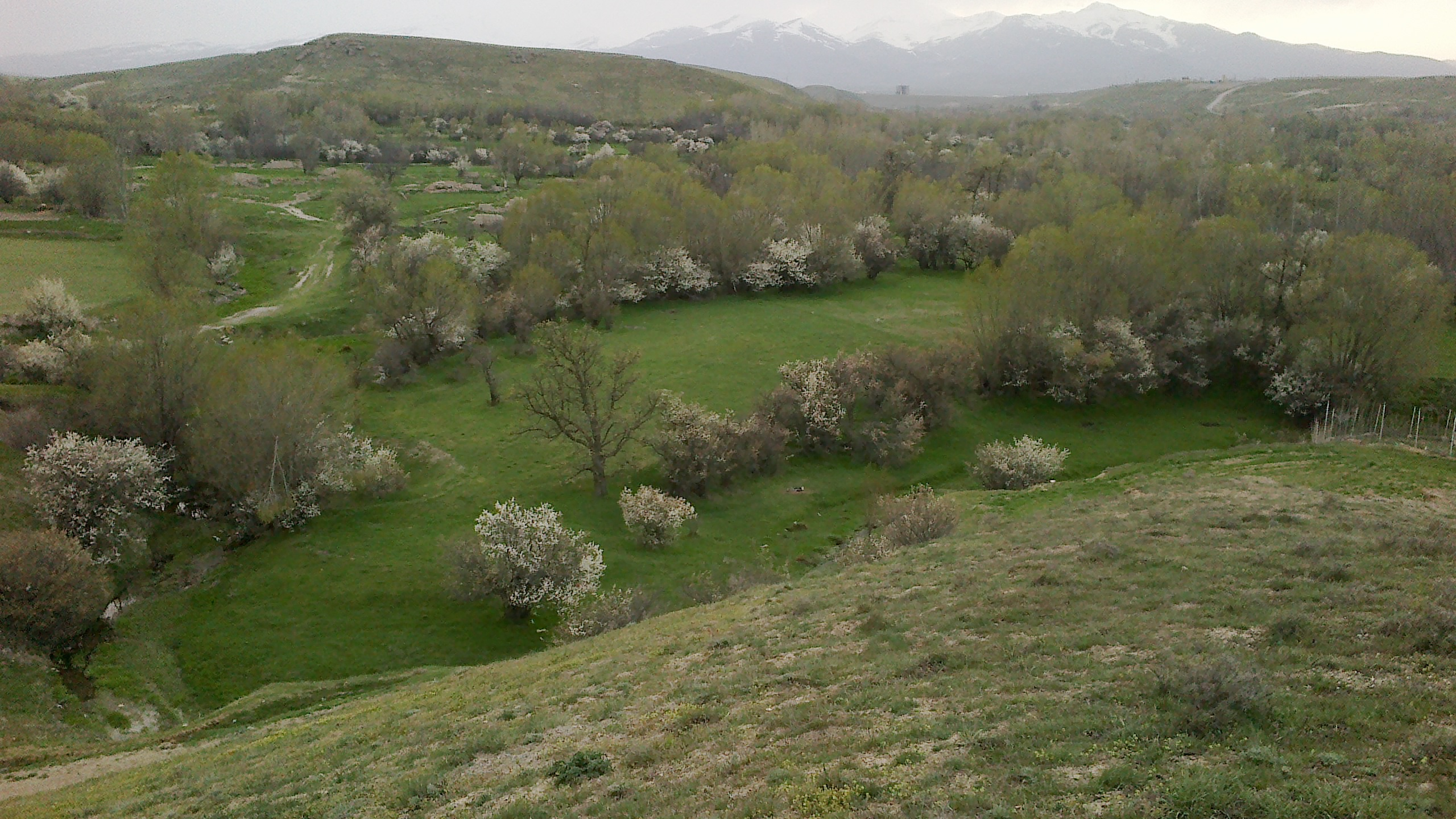
نمایی از طبیعت روستای ویند در فصل بهار

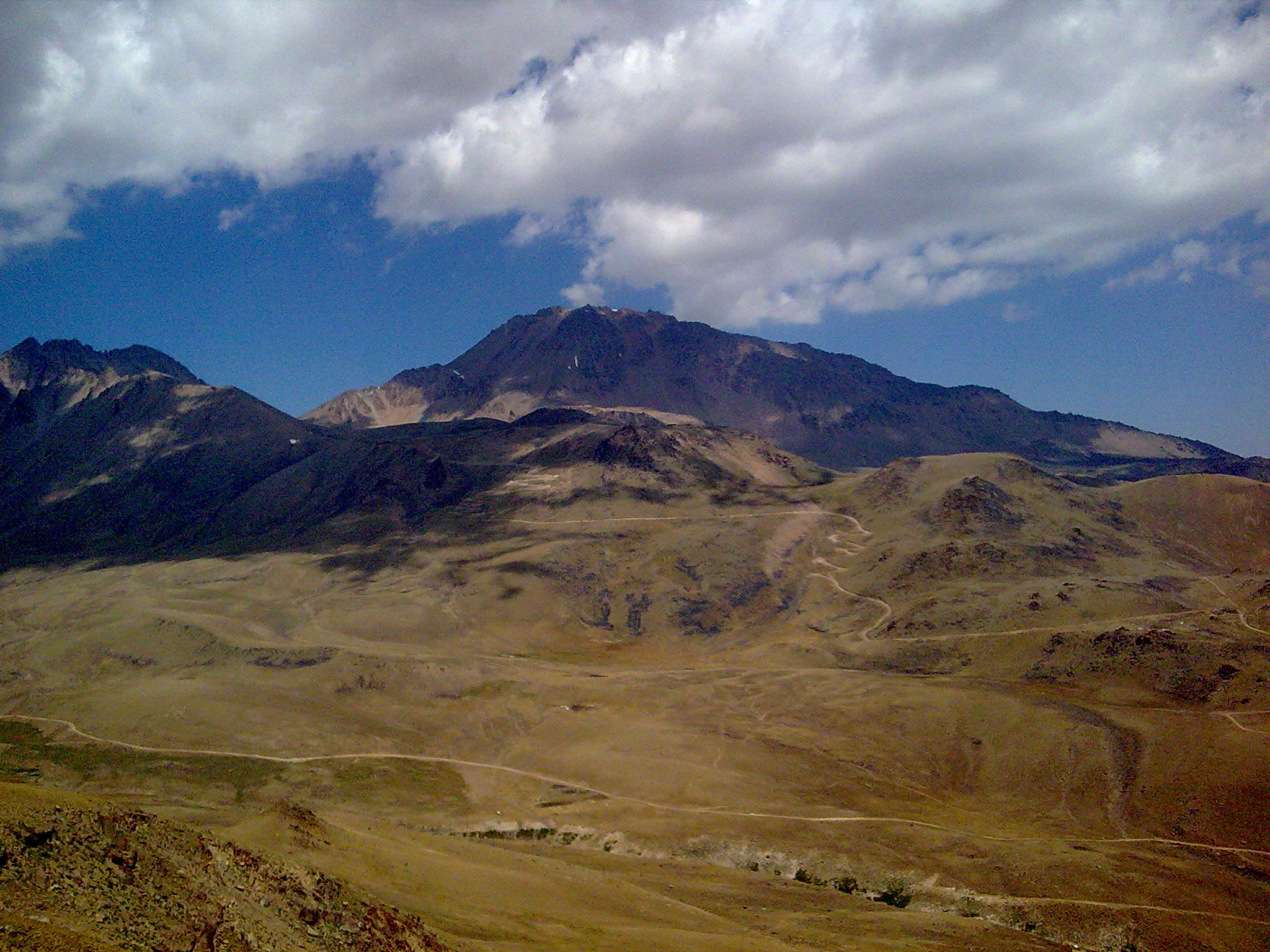
دورنمای کوه سبلان از روستای ویند

ویَند نام روستایی در نزدیکی شهر اردبیل مرکز استان اردبیل در شمال غربی ایران است. این روستا در حدود بیست و یک کیلومتری جاده اردیبل به سمت تبریز قرار دارد که پس از یک کیلومتر از جاده فرعی روستا واقع شده است. این روستا دارای طبیعتی بسیار زیبا و آب و هوایی بسیار مطبوع است.

## کشاورزی
تقریباً تمام مردم این روستا به کار کشاورزی و باغبانی مشغول بوده و تعدادی اندک هم در کنار کشاورزی به دامپروری و گاهی زنبورداری مشغول هستند. محصول اصلی این روستا سیب زمینی، جو و گندم می‌باشد. همچنین سیب و گوجه درختی به مقدار فراوان در باغ‌های این روستا یافت می‌شود. آب مورد نیاز برای آبیاری زمین‌های کشاورزی از طریق سدی خاکی که سال هاست به صورت نیمه کاره استفاده می‌شود، تأمین می‌گردد. بارها وعده تکمیل این سد توسط مسئولان کشوری (به ویژه در نزدیکی انتخابات) به اهالی این روستا داده شده اما در عمل هیچ اقدامی برای تکمیل این سد انجام نشده است! تکمیل این سد کمک شایانی به رونق کشاورزی در این روستا و حتی روستاهای همجوار خواهد کرد. به دلیل کمبود آب همواره آبیاری زمین‌های کشاورزی توسط اهالی به صورت نوبتی انجام می‌شود و حتی در ساعات نیمه شب کار آبیاری زمین‌ها به همین منوال صورت می‌پذیرد.

## زمین‌لرزه سال ۱۳۷۵
این روستا تا پیش از اسفند ماه سال ۱۳۷۵ خورشیدی که زمین‌لرزه باعث تخریب کامل آن و کشته شدن یازده نفر از اهالی آن شد، در حدود سه کیلومتری جادّهٔ اصلی قرار داشت که پس از آن به محل فعلی منتقل شد. اکثر مردم روستا پس از چند سال از انتقال محل روستا ابراز نارضایتی می‌کنند. قبل از زلزله تقریباً تمامی خانه‌های روستا کاهگلی بود که همین امر باعث تخریب کامل آن گردید خانه‌های جدید ساخته شده بعد از زلزله (در محل فعلی) به صورت آجری هستند.

## مهاجرت
هم‌اکنون بسیاری از مردم روستا برای داشتن شغلی بهتر به شهرهای اردبیل و تهران مهاجرت نموده‌اند و بیشتر بازماندگان مردم با سابقه و قدیمی روستا می‌باشند که سن بالایی دارند. بعد از زلزله برخی از مهاجران نیز برای خود خانه‌های ویلایی در محل جدید روستا ساخته‌اند و در فصل‌های بهار و تابستان به صورت تفریحی یا بعضاً برای کار کشاورزی به روستا سفر می‌کنند.

## آثار باستانی
وجود غارهای ساخته شده به دست انسان در دل کوه‌ها نشان از قدمت بسیار زیاد این روستا دارد. در این روستا دخمه‌های سنگی متعددی قرار دارد که به احتمال زیاد خانه اهالی محل در پیش از تاریخ بوده است. هنوز بررسی علمی معتبری در این منطقه انجام نشده است. در غرب روستا تعداد ۴۰ دخمه بر روی کوهی قرار دارد که در دهی اخیر مورد استفاده انبار روستاییان بوده ولی سازمان میراث فرهنگی به تازگی آن‌ها را تخلیه کرده و مورد حفاظت قرار داده است. یک دخمه بزرگ نیز درون روستا و چهار عدد دیگر در شرق روستا قرار دارند. درون دخمه‌ها رد کلنگ حفاران مشاهده می‌شود و در یکی از دخمه‌های شرقی نقش انسانی بر روی دیوار کنده شده است.
در زیر تپه و صخره‌های اطراف روستای ویند دهکده‌ای با مجموعه‌ای از خانه‌های سنگی منفرد به صورت یک پدیده معماری و باستانی استثنائی وجود دارد. مکان استقرار این خانه‌های سنگی به «قوردی‌قیه»، «تپه چله‌خانه»، «قره‌قیه» و «تپه مسجد یری» مشهور است. وجود سفالهای بدست آمده از این خانه‌های سنگی مربوط به ادوار مختلف تاریخی است. برای مثال این سفالها و قویس‌های جناغی آن به آثار دوره اشکانی، ساسانی، سلجوق، تیموری و صفوی شباهت دارد و حکایت از استمرار آن در طول تاریخ دارد. تپه چله خانه که اغلب خانه‌های سنگی در زیر آن قرار دارد بدلایل مختلف طبیعی مانند فروریزی سقف، پر شدن فضاهای داخلی و… زیاد قابل بازدید نمی‌باشد. اما پلان این خانه‌های سنگی غالباً مربع، مستطیل، بیضی، و اشکال غیر هندسی است که همه نوع اقامتگاه از اتاقهای منفرد و مجتمع در ابعاد مختلف با راهروهای مرتبط به یکدیگر و سقف هلالی شکل و قوسهای جناغی، مسطح با تاقچه‌ها، جای چراغ، جای رختخواب و… وجود دارد که گستردگی و تنوع آن می‌تواند از جاذبه‌های تاریخی و فرهنگی گردشگری این منطقه محسوب گردد
در دوکیلومتری شمال باختر روستای ویند کلخوران، تپه بلند رسوبی وجود دارد که ضلع جنوبی آن از فرسایش بستر رودخانه بالیخلو، به صورت دیوار مرتفعی درآمده است. در ارتفاع تقریبی ۵۰ متر از بستر رودخانه و بر سینه آن، دخمه سنگی با در ورودی و اتاقک چشمگیر کنده شده است. دروازه یا در دخمه به پهنای یک متر و ارتفاع ۲۳/۱ متر و قطر تقریبی ۷۰ سانتی‌متر ساخته شده است. داخل دخمه، فضایی است که به شکل هرم مثلث القاعده ناقص می‌باشد. درازای اضلاع قاعده هرم یا کف دخمه به ترتیب ۷۰ سانتی‌متر، سه متر و ۸/۳ متر است. بر ضلع باختری دخمه تصویری بر سنگ نقر شده که حالت کلی یک مثلث را دارد و در داخل آن مثلثی کوچک‌تر کنده شده است. در داخل این مثلث «دکوراتیو» نقش آدمی با سری نزدیک به شکل مثلث و دست و پا و بدنی که محیط در مثلث می‌باشد، قالب‌گیری و نقر شده است. در حاشیه آن نیز حروفی کنده شده که قسمت عمده آن از بین رفته است.
آثار صخره‌ای ویند در تاریخ ۲۵ اسفند ۱۳۷۹ خورشیدی با شمارهٔ ثبت ۳۶۶۹ به‌عنوان یکی از آثار ملی ایران به ثبت رسیده است.